# (20108) 1995 QZ9
(20108) 1995 QZ9 – planetoida z grupy obiektów transneptunowych z pasa Kuipera.

## Odkrycie
Planetoida została odkryta 29 sierpnia 1995 roku przez Davida C. Jewitta i Jun Chen w obserwatorium na Mauna Kea na Hawajach.
Nazwa planetoidy jest prowizoryczna.

## Orbita
(20108) 1995 QZ9 nachylona jest do płaszczyzny ekliptyki pod kątem 19,58°. Na jeden obieg wokół Słońca ciało to potrzebuje 246,65 roku, krążąc w średniej odległości 39,32 j.a. od Słońca. Jest to obiekt pozostający w rezonansie orbitalnym 2:3 z Neptunem, tzw. plutonek.

## Właściwości fizyczne
(20108) 1995 QZ9 ma średnicę szacowaną na ok. 116 km. Jego jasność absolutna to 7,9m, albedo zaś wynosi 0,1. Średnia temperatura na powierzchni tego ciała wynosi ok. 44 K.